# Шевченкове (Згурівська селищна громада)
Шевче́нкове — село в Україні, у Згурівській селищній громаді Броварського району Київської області. Населення становить 174 особи.

## Географія
Село розташоване за 12 км від адміністративного центру селищної громади та за 110 км від столиці та обласного центру. Площа населеного пункту — 1,489 км², налічується 120 домогосподарств.

## Історія
Хутір Шевченківський заснований у 1921 році на землях Василя Петровича Кочубея, де знаходились виробничі й житлові приміщення економії та заводу елітних овець. Назву хутір отримав на честь Тараса Григоровича Шевченка, який залишив помітний слід в культурно-мистецькій історії краю. Він гостював у Турівському маєтку Маркевича, зупинявся на нетривалий час у Згурівці на прохання троюрідного брата Варфоломія, аби дізнатися про умови роботи управителем Згурівської економії. Тарас Григорович особисто знав Петра Кочубея і виконував йому художні замовлення.
У 1923—1930 роках хутір підпорядковувався Згурівській сільській раді Турівського району Прилуцького округу. Станом на 1930 рік вже, як село Шевченкове, налічувалось 79 домогосподарств та 395 жителів. У 1931 році був заснований колгосп імені Шевченка.
У 1986—2020 роках село перебувало у складі Згурівського району Київської області.
12 червня 2020 року, в ході децентралізації, село увійшло до складу Згурівської селищної громади.
17 липня 2020 року, в результаті адміністративно-територіальної реформи та ліквідації Згурівського району, село увійшло до складу Броварського району.